# Мербілонга (комуна)
Комуна Мербілонга (швед. Mörbylånga kommun) — адміністративно-територіальна одиниця місцевого самоврядування, що розташована в лені Кальмар на острові Еланд (Швеція).
Мербілонга 157-а за величиною території комуна Швеції. 
Адміністративний центр комуни — місто Мербілонга.

## Населення
Населення становить 14 232 чоловік (станом на вересень 2012 року). 
| Кількість населення комуни Мербілонга за 1970-2010 роки | Кількість населення комуни Мербілонга за 1970-2010 роки | Кількість населення комуни Мербілонга за 1970-2010 роки | Кількість населення комуни Мербілонга за 1970-2010 роки | Кількість населення комуни Мербілонга за 1970-2010 роки |
| ------------------------------------------------------- | ------------------------------------------------------- | ------------------------------------------------------- | ------------------------------------------------------- | ------------------------------------------------------- |
| Рік                                                     |                                                         |                                                         | Населення                                               |                                                         |
| 1970                                                    | 1970                                                    |                                                         | 9 898                                                   | 9 898                                                   |
| 1975                                                    | 1975                                                    |                                                         | 11 383                                                  | 11 383                                                  |
| 1980                                                    | 1980                                                    |                                                         | 12 613                                                  | 12 613                                                  |
| 1985                                                    | 1985                                                    |                                                         | 12 707                                                  | 12 707                                                  |
| 1990                                                    | 1990                                                    |                                                         | 13 447                                                  | 13 447                                                  |
| 1995                                                    | 1995                                                    |                                                         | 13 802                                                  | 13 802                                                  |
| 2000                                                    | 2000                                                    |                                                         | 13 442                                                  | 13 442                                                  |
| 2005                                                    | 2005                                                    |                                                         | 13 405                                                  | 13 405                                                  |
| 2010                                                    | 2010                                                    |                                                         | 14 021                                                  | 14 021                                                  |
| Джерело: SCB                                            |                                                         |                                                         |                                                         |                                                         |

## Населені пункти
Комуні підпорядковано 9 міських поселень (tätort) та сільські, більші з яких:
- Фер'єстаден (Färjestaden)
- Мербілонга (Mörbylånga)
- Скогсбю (Skogsby)
- Альгутсрум (Algutsrum)
- Дегергамн (Degerhamn)
- Віклебю (Vickleby)
- Гордбю (Gårdby)

## Галерея

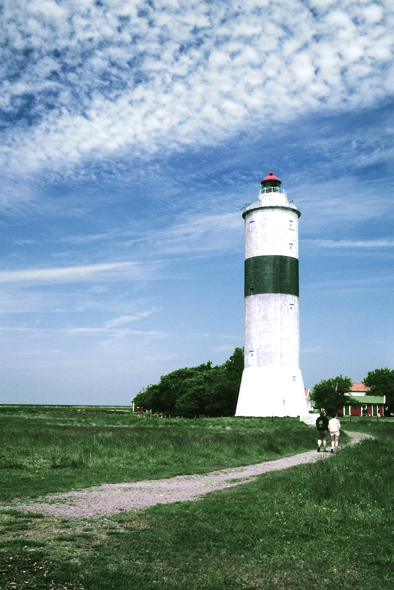
Маяк «Довгий Ян»
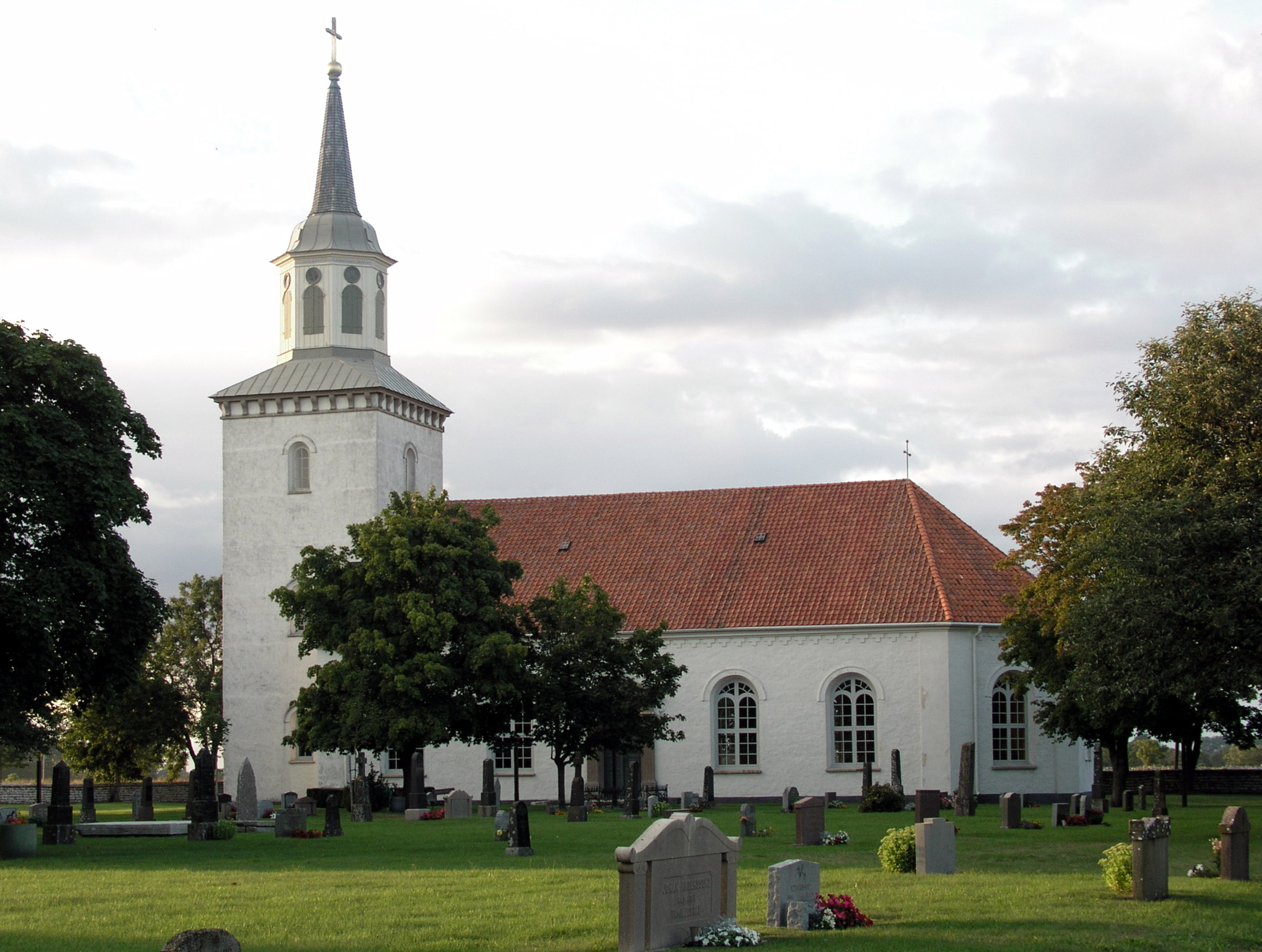
Церква (Сандбю)
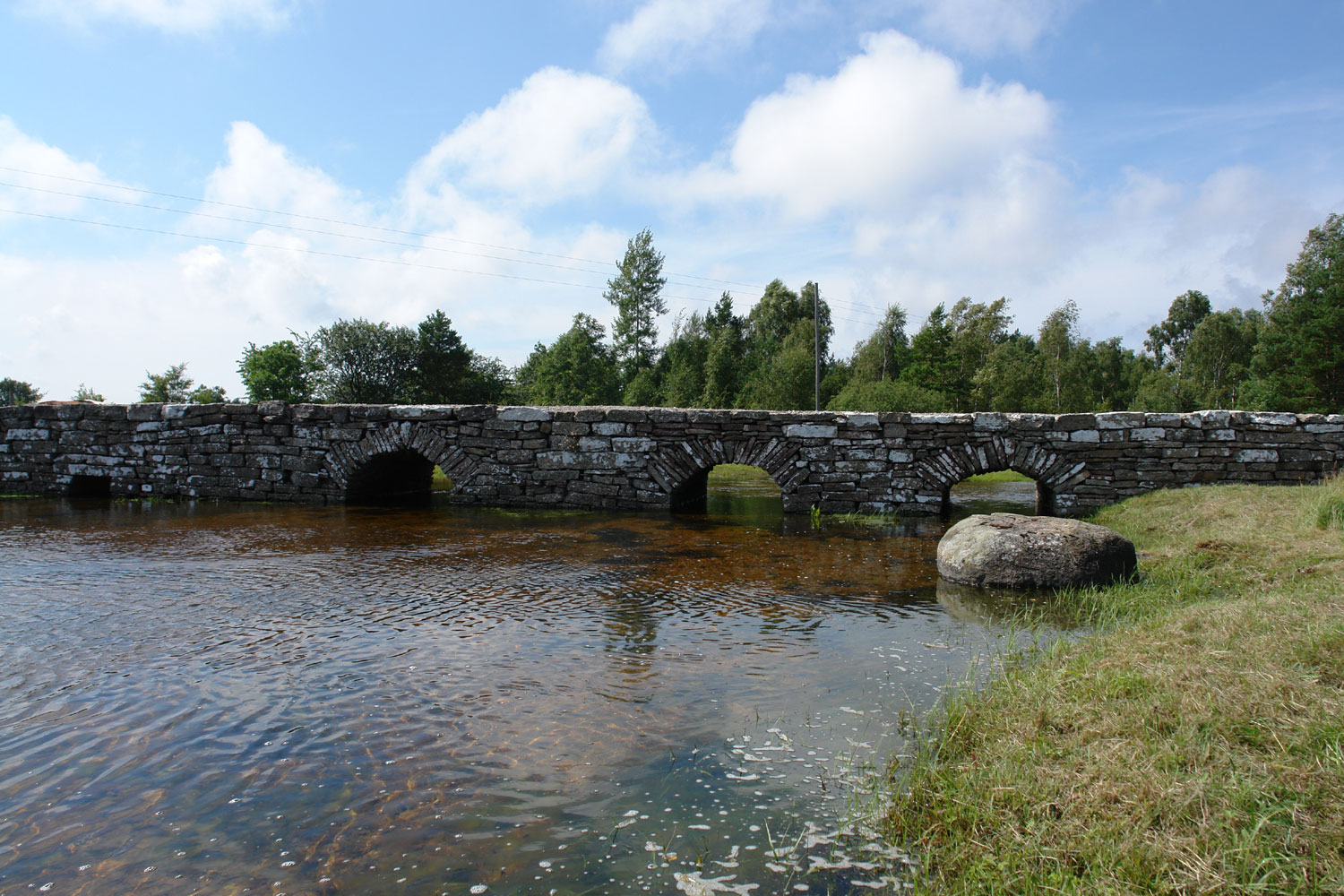
Міст у Фресслунді
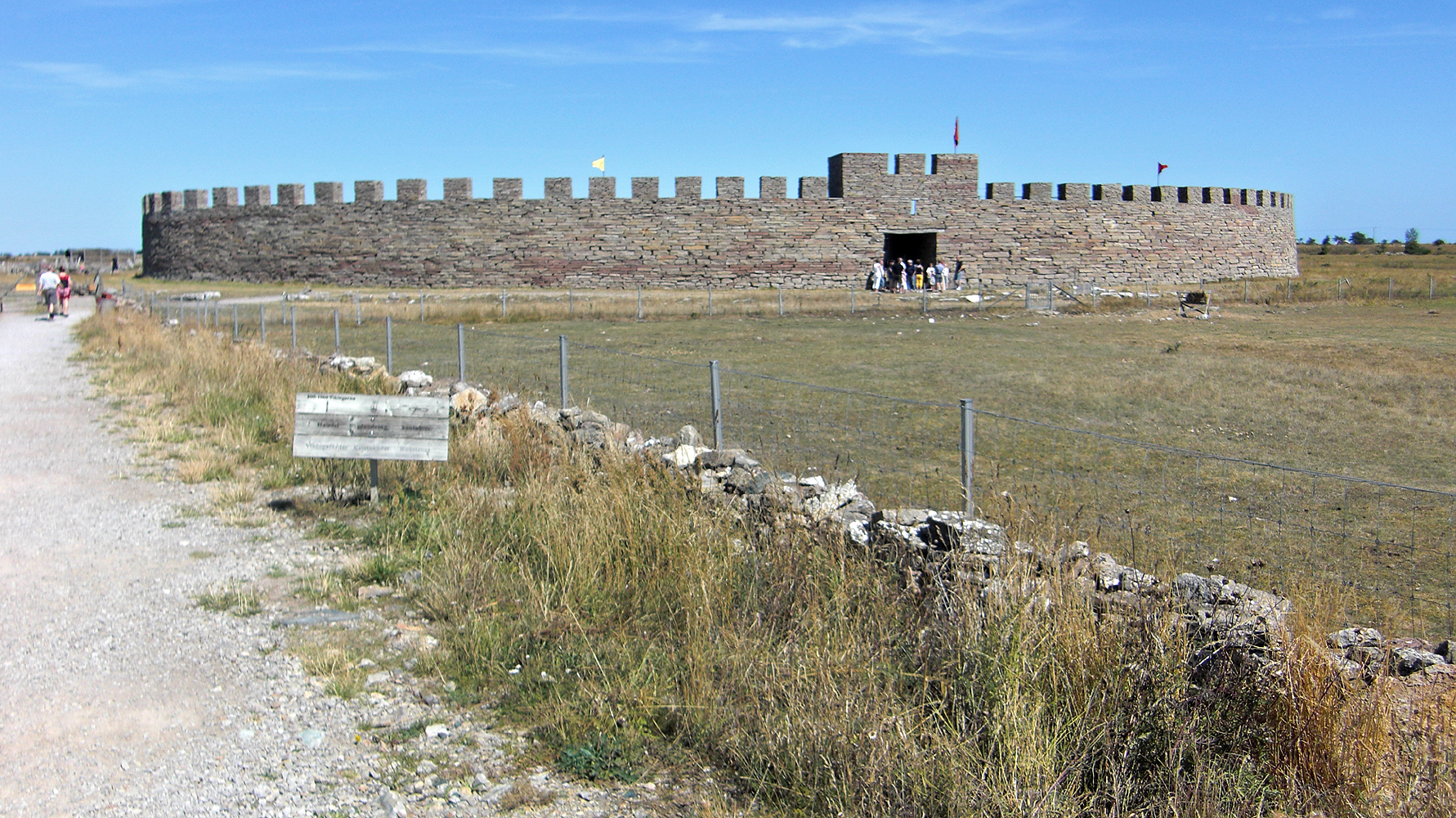
Замок Екеторп

## Виноски
1. ↑  Andersson P. Sveriges kommunindelning 1863-1993 — Mjölby: Draking, 1993. — 132 с. — ISBN 978-91-87784-05-7
2. ↑  Folkmangd i riket, lan och kommuner (шв.) . Центральне бюро статистики Швеції. Архів оригіналу за 20 серпня 2013. Процитовано 29 січня 2013.